# هيرمان لانج
هيرمان لانج (بالإنجليزية: Herman Lange)‏ هو سياسي أمريكي، ولد في 9 أبريل 1858، وتوفي في 3 يونيو 1938. حزبياً، نشط في الحزب الجمهوري. وقد انتخب عضو مجلس ولاية ويسكونسن.